# Sphaerodactylus parkeri
Espèce
Synonymes
- Spliacrodactylus parkeri Grant 1939

Sphaerodactylus parkeri est une espèce de geckos de la famille des Sphaerodactylidae.

## Répartition
Cette espèce est endémique de Jamaïque.

## Étymologie
Cette espèce est nommée en l'honneur d'Hampton Wildman Parker.

## Publication originale
- Grant, 1939 : Two new sphaerodactyls from Jamaica. Copeia, vol. 1939, no 1, p. 7-13.